# Граф де Оропеса

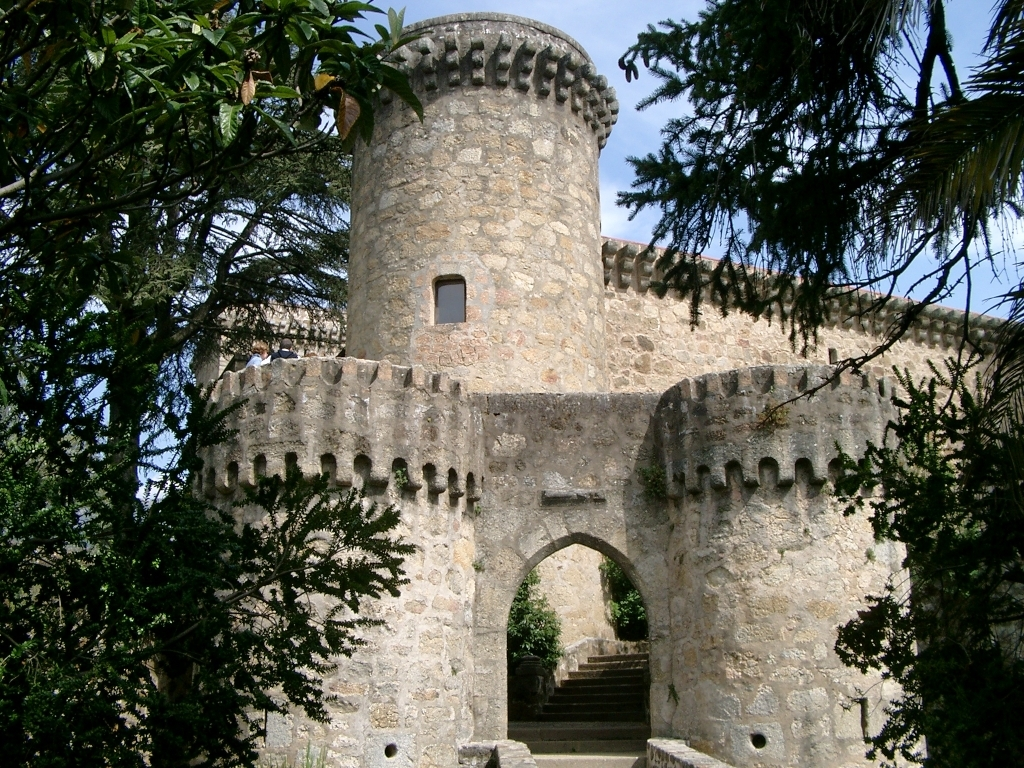
Замок Оропеса в городе Харандилья-де-ла-Вера.

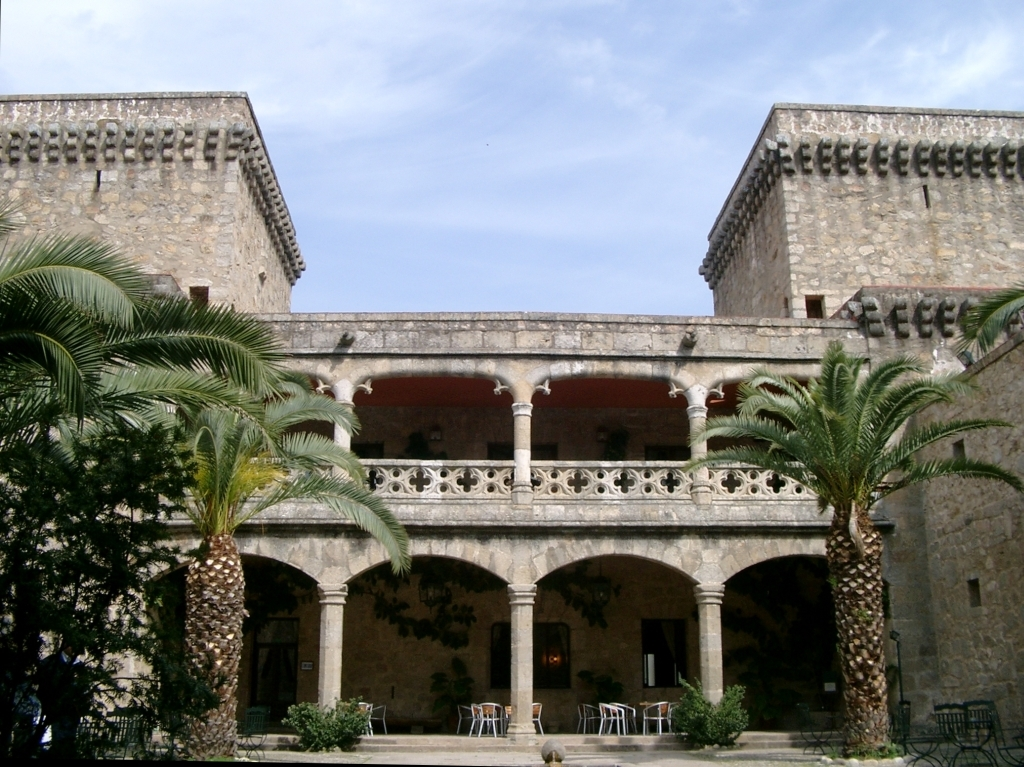
Замок Оропеса в городе Оропеса

Граф де Оропеса — испанский дворянский титул. Он был создан 30 августа 1475 года королевой Кастилии Изабеллой I для Фернандо Альвареса де Толедо и Суньиги, 5-го сеньора де Оропеса, сына Фернандо Альвареса де Толедо и Эррера, 4-го сеньора де Оропеса, и Леонор де Суньига, за помощь, оказанную им в войне против короля Португалии Альфонсо V.
1 августа 1690 года король Испании Карл II пожаловал звание гранда Испании Мануэлу Хоакину Альваресу де Толедо и Португалю, 8-му графу де Оропеса.
Название графского титула происходит от названия города Оропеса в провинции Толедо.

## Сеньоры де Оропеса
|                                                   | Титул                                             | Период                                            | Примечания |
| Креация создана королем Кастилии Педро I Жестоким | Креация создана королем Кастилии Педро I Жестоким | Креация создана королем Кастилии Педро I Жестоким | |
| ------------------------------------------------- | ------------------------------------------------- | ------------------------------------------------- | --- |
| I                                                 | Гарсия Альварес де Толедо                         | 1366-1370                                         | Сын Гарсии Альвареса де Толедо, мэра города Толедо, и Менсии Теллез де Менесес и Гомес                                                                              |
| II                                                | Фернан Альварес де Толедо и Лоайса                | 1370-1398                                         | Сын предыдущего от Марии де Лоайсы, дочери Хуана Гарсии Лоайса, сеньора де Петрер                                                                                   |
| III                                               | Гарсия Альварес де Толедо и Айяла                 | 1398-1444                                         | Старший сын предыдущего и Эльвиры Айялы и Гусман, дочери Диего Лопеса де Айяла и Терезы де Гусман                                                                   |
| IV                                                | Фернандо Альварес де Толедо и Эррера              | 1444-1462                                         | Сын предыдущего и Хуаны де Эррера и Гусман, дочери Гарсии Гонсалеса де Эррера, 2-го сеньора де Пелраса, и Марии де Гусман и Ороско                                  |
| V                                                 | Фернандо Альварес де Толедо и Суньига             | 1462-1475                                         | Единственный сын предыдущего от второго брака с Леонор де Суньига и Манрике, дочери Альваро де Суньиги и Гусмана, 1-го герцога де Аревало, и Леонор Манрике де Лара |

## История графов Оропеса
В 1350 году скончался король Кастилии Альфонсо XI Справедливый, ему наследовал его старший сын Педро I Жестокий. Вскоре в Кастилии вспыхнула Гражданская война между королем и его сводными братьями во главе с Энрике, графом де Трастамара. Педро Жестокий передал сеньорию де Оропеса Гарсии Альваресу де Толедо (?-1370), магистру Ордена Сантьяго, потому что он был одним из его ярых сторонников.
11 мая 1366 года Гарсия Альварес де Толедо отказалась от звания магистра Ордена Сантьяго в пользу Гонсало Мехия Веруэса, верного сподвижника короля Энрике II, получив от нового короля Кастилии сеньории Оропеса и Вальдекорнеха.
Он был женат на Эстефании Перес де Монрой, от брака с которой у него не было потомства. Кроме того, он имел трёх детей вне брака, которые были узаконены в 1369 году. От Марии де Лоайсы, дочери Хуана Гарсии Лоайса, сеньора де Петрер, у него был сын, Фернандо Альварес де Толедо и Лоайса, 2-й сеньор Оропеса (ок. 1360—1398). Он женился на Эльвире де Айала и Гусман, первой сеньоры Себолья.
Ему наследовал его старший сын, Гарсия Альварес де Толедо и Айала, 3-й сеньор де Оропеса, Харандилья и Торнавакас (ок. 1386—1444). Был женат на Хуане де Эррере.
Его сын, Фернандо де Толедо и Эррера, 4-й сеньора де Оропеса (?-1462), перешел на сторону королевы Изабеллы против кастильской знати, которая поддерживала Хуану Бельтранеху. Его первой женой стала Майор де Толедо и Каррильо, дочери Фернандо Альвареса де Толедо и Сармьенто, 1-го графа де Альба-де-Тормес. Во второй раз женился на Леонор де Суньига и Хакоб, дочери Альваро де Суньиги и Гусман, 1-го герцога де Пласенсия, 1-го герцога де Бехара и де Аревало.
Ему наследовал его сын от второго брака, Фернандо Альварес де Толедо и Суньига, 5-й сеньор де Оропеса (?-1504), который 30 августа 1475 года получил от королевы Кастилии Изабеллы титул 1-го графа де Оропеса в награду за его верность.

## Графы де Оропеса
|                                                           | Титул                                                              | Период                                                    |
| Креация создана королевой Кастилии Изабеллой I Католичкой | Креация создана королевой Кастилии Изабеллой I Католичкой          | Креация создана королевой Кастилии Изабеллой I Католичкой |
| --------------------------------------------------------- | ------------------------------------------------------------------ | --------------------------------------------------------- |
| I                                                         | Фернандо Альварес де Толедо и Суньига                              | 1475-                                                     |
| II                                                        | Франсиско Альварес де Толедо и Пачеко                              | 1485-1542                                                 |
| III                                                       | Фернандо Альварес де Толедо и Фигероа                              | 1542-1572                                                 |
| IV                                                        | Хуан Альварес де Толедо и Монрой                                   | 1572-1619                                                 |
| V                                                         | Фернандо Альварес де Толедо Португаль                              | 1619-1621                                                 |
| VI                                                        | Хуан Альварес де Толедо Португаль                                  | 1621-1621                                                 |
| VII                                                       | Дуарте Хоакин Альварес де Толедо Португаль                         | 1621-1671                                                 |
| VIII                                                      | Мануэл Хоакин Альварес де Толедо Португаль                         | 1671-1707                                                 |
| IX                                                        | Висенте Педро Альварес де Толедо Португаль                         | 1707-1728                                                 |
| X                                                         | Педро Висенте Альварес де Толедо Португаль                         | 1728-1728                                                 |
| XI                                                        | Ана Мария Альварес де Толедо Португаль                             | 1728-1729                                                 |
| XII                                                       | Мария Ана Лопес Пачеко и Альварес де Толедо Португаль              | 1729-1768                                                 |
| XIII                                                      | Франсиско де Паула де Сильва и Альварес де Толедо                  | 1768-1770                                                 |
| XIV                                                       | Мария дель Пилар Каэтана де Сильва и Альварес де Толедо            | 1770-1802                                                 |
| XV                                                        | Диего Лопес-Пачеко Тельес-Хирон и Веласко                          |                                                           |
| XVI                                                       | Бернардо Фернандес де Веласко Пачеко Тельес-Хирон                  | ..-1851                                                   |
| XVII                                                      | Хосе Мария Бернандино Фернандес де Веласко Тельес-Хирон и Хаспе    | 1851-1888                                                 |
| XVIII                                                     | Гильермо Мария Фернандес де Веласко и Бальфе Хаспе                 | 1888-1937                                                 |
| XIX                                                       | Хосе Мария де ла Консепсьон Фернандес де Веласко и Сфорца-Цезарини | 1937-1986                                                 |
| XX                                                        | Анхела Мария Тельес-Хирон и Дуке де Эстрада                        | 1994-2015                                                 |
| XXI                                                       | Анхела Мария де Солис-Бомонт и Тельес-Хирон                        | 2017 — настоящее время                                    |

## История графов де Оропеса

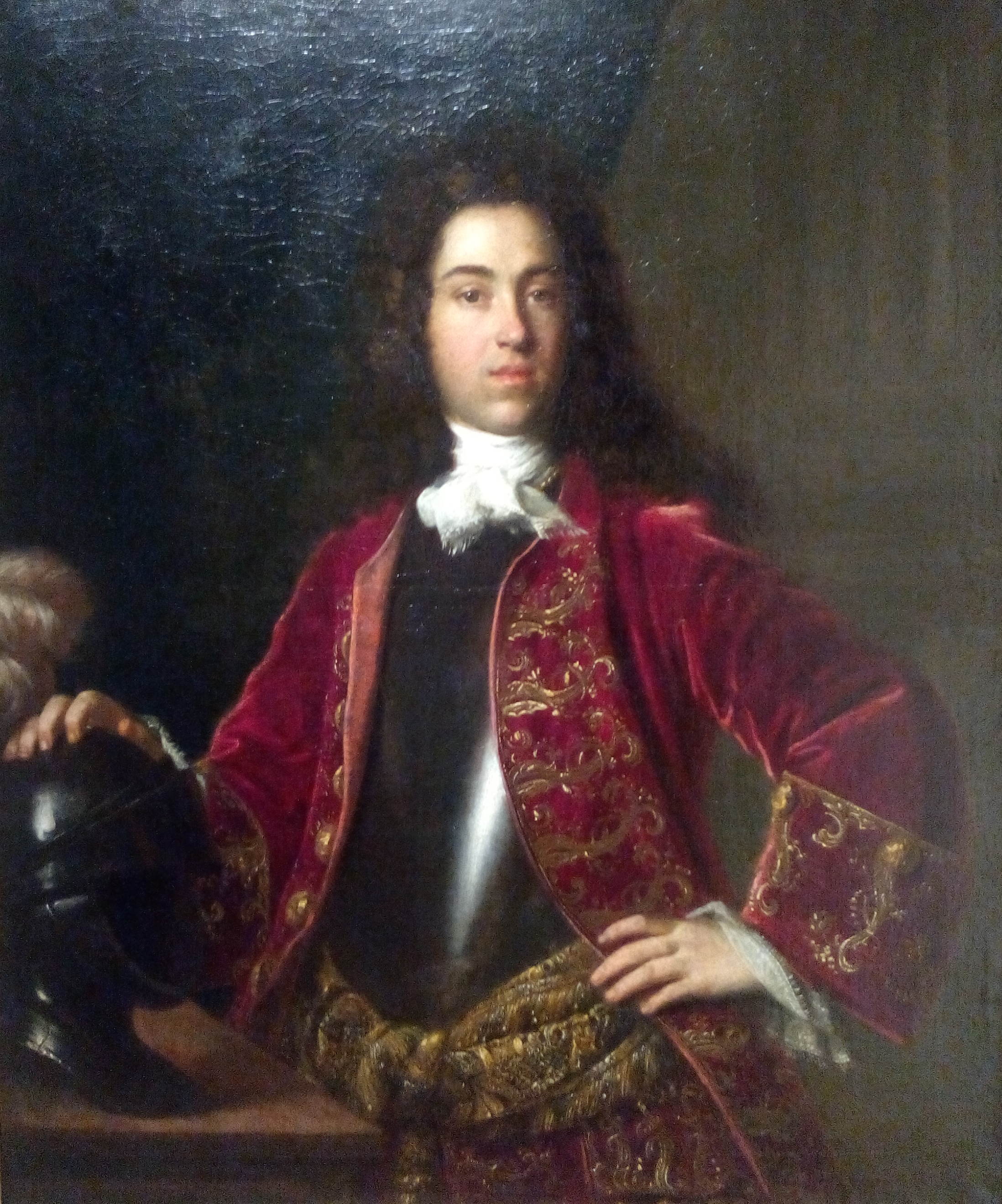
Педро Висенте Гарсия Альварес де Толедо и Португаль, 10-й граф де Оропеса (1706—1728), (Национальный музей старинного искусства, Лиссабон, Португалия).

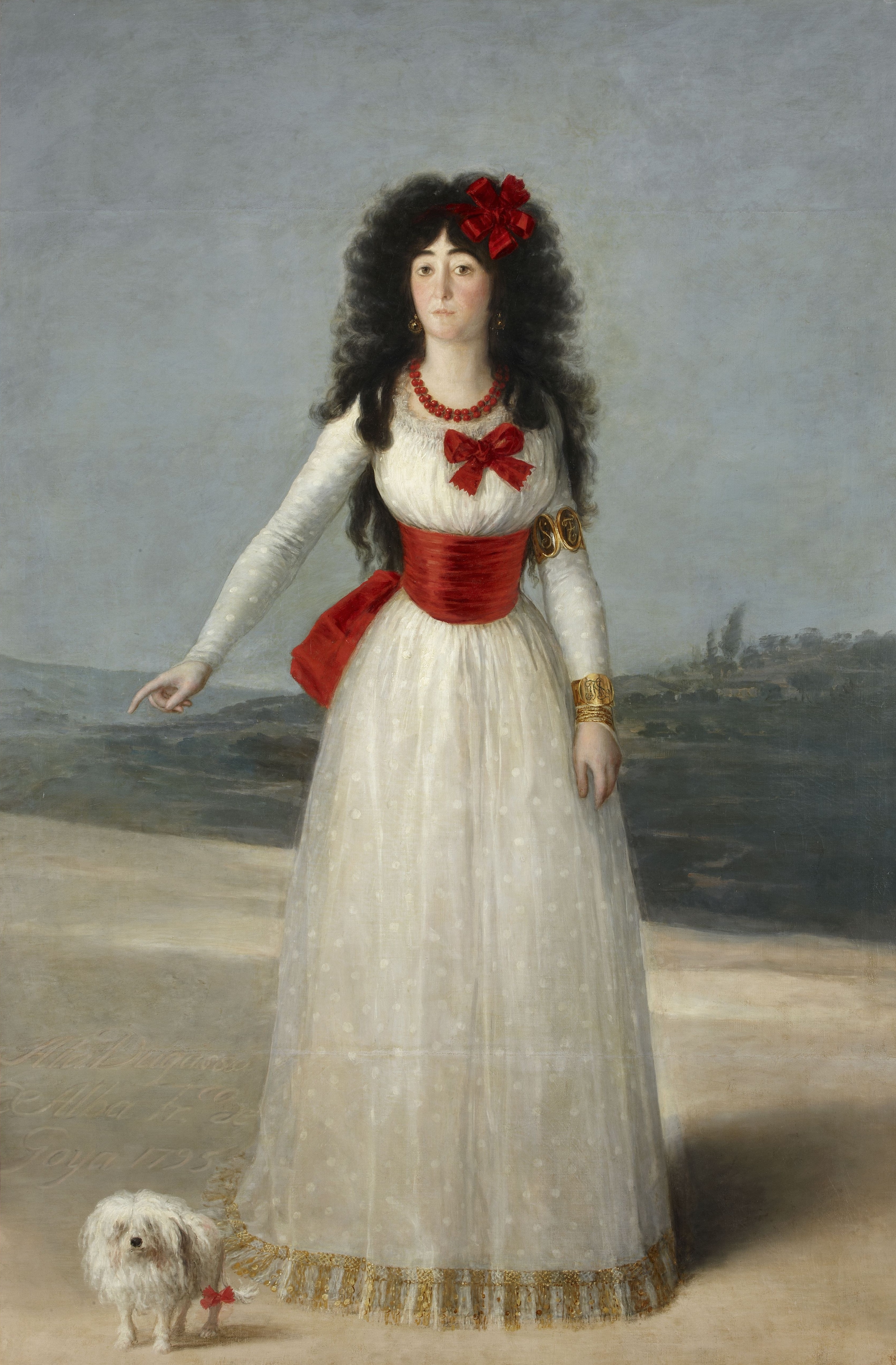
Мария дель Пилар Тереза Каэтана де Сильва и Альварес де Толедо, 14-я графиня де Оропеса, 13-я герцогиня де Альба, 6-я герцогиня де Монторо, портрет Франсиско де Гойя

- Фернандо Альварес де Толедо и Суньига,  1-й граф де Оропеса с 1475 года, основатель монастыря Матери Божьей в Оропесе, который стал семейный пантеоном.

1. Мария де Мендоса, дочь Лоренсо Суареса де Мендосы, 1-го графа де Корунья.
2. Мария Пачеко, дочь Хуана Пачеко, 1-го герцога де Эскалона, 1-го маркиза де Вильена. У супругов было двенадцать детей. Ему наследовал его второй сын, который родился в 1485 году:

- Франсиско Альварес де Толедо и Пачеко, 2-й граф де Оропеса. Участвовал в восстании комунерос против короля Карла I.

1. Мария де Фигероа и Толедо, дочь Гомеса Суареса де Фигероа, 2-го графа де Ферия. В браке имел четырех детей. Ему наследовал его старший сын:

- Фернандо Альварес де Толедо и Фигероа (?-1572),  3-й граф де Оропеса, 7-й сеньор де Харандилья и двоюродный брат 3-го герцога де Альба.

1. Супруга с 1535 года Беатрис де Монрой и Айала, 2-й графиня де Делейтоса и сеньора де Себалья, Сегурилья, Мехорада, Сервера, Альмар и Монрой. У супругов было двое сыновей и четыре дочери: Франсиско, Хклиана, Беатрис, Анна, Хуана и Хуан. Ему наследовал его второй сын:

- Хуан Альварес де Толедо и де Монрой (1550—2 августа 1619), 4-й граф де Оропеса, 3-й граф де Делейтоса, сеньор де Себолья, Мехорада, Сегурилья и Сервера.

1. Супруга с 1570 года Луиза Пиментель и Энрикес, дочь Антонио Алонсо Пиментеля и Эррера де Веласко, 3-го герцога де Бенавенте и 4-го графа де Бенавенте, 6-го графа де Майорга, 1-го графа де Вильялон. В браке имели двух дочерей: Луиза (умерла в возрасте пяти лет) и Беатрис Альварес де Толедо и Пиментель, жена Дуарте Португальского (1569—1627), 1-го маркиза де Фречилья и Вильяррамьель. У супругов было трое детей. Беатрис Альварес де Толедо и Пиментель умерла в 1599 году, не вступив в права наследования дома Оропеса. Графский титул унаследовал её сын, ставший 5-м графом де Оропеса:

- Фернандо Альварес де Толедо Португаль «эль-Санто» (1597—1621), 5-й граф де Оропеса, 2-й маркиз де Фречилья и Вильяррамьель, 1-й маркиз де Харандилья, 4-й граф де Делейтоса.

1. Супруга Менсия Пиментель де Суньига или Менсия де Мендоса и Пиментель, дочь Хуана Алонсо Пиментеля Эррера и Энрикес де Веласко, 5-го герцога де Бенавенте, 8-го графа де Майорга, 3-го графа де Вильялон. У супругов было трое детей. Ему наследовал его старший сын:

- Хуан Альварес де Толедо Португаль (?-1621), 6-й граф де Оропеса, 3-й маркиз де Фречилья и Вильяррамьель, 2-й макриз де Харандилья, 5-й граф де Делейтоса. Скончался в июле 1621 года, не прожив и одного года. Ему наследовал его младший брат:

- Дуарте Фернандо Альварес де Толедо Португаль (1621—2 июня 1671), 7-й граф де Оропеса, 4-й маркиз де Фречилья и Вильяррамьель, 3-й маркиз де Харандилья, 6-й граф дже Делейтоса, вице-король Наварры (1643—1645), Валенсии (1645—1650) и Сардинии (1651).

1. Супруга с 1636 года Ана Моника де Суньига и Фернандес де Кордоба, 6-я графиня де Алькаудете, 2-я маркиза дель Вильяр де Гаханехос и 6-я маркиза де Виана-дель-Больо. Ему наследовал их сын:

- Мануэл Хоакин Альварес де Толедо Португаль (6 января 1641—23 декабря 1707), 8-й граф де Оропеса, 4-й маркиз де Харандилья, 7-й граф де Алькаудете, 6-й граф де Бельвис, 7-й граф де Делейтоса, 5-й маркиз де Фречилья и Вильяррамьель, 3-й маркиз дель Вильяр де Граханехос. С 1690 года — гранд Испании, фаворит короля Карла II (1685—1689, 1698—1699).

1. Супруга с 1664 года Исабель Мария Тельес-Хирон, дочь 3-го графа де Пуэбла-де-Монтальбан. У супругов было пять детей. Их первый сын умер в 1689 году в возрасте четырех лет, Ему наследовал его второй сын:

- Висенте Педро Альварес де Толедо Португаль (19 апреля 1686—5 июля 1728), 9-й граф де Оропеса, 5-й маркиз де Харандилья, 8-й граф де Алькаудете, 7-й граф де Бельвис, 8-й граф де Делейтоса, 6-й маркиз де Фречилья и Вильяррамьель, 4-й маркиз де Вильяр де Граханехос. Поражение эрцгерцога Карла Австрийского в Войне за испанское наследство заставило его эмигрировать в Вену. После заключения Венского мира в 1725 году вернулся на родину и получил назад конфискованные ранее поместья.

1. Супруга — Мария Каталина де Веласко.
2. Супруга с 1705 года Мария де ла Энкарнасион Фернандес де Кордоба и де ла Серда, дочь маркиза де Прьего и внучка герцога де Мединасели. Ему наследовал его сын от второго брака:

- Педро Висенте Альварес де Толедо Португаль (15 июня 1706—16 июля 1728), 10-й граф де Оропеса, 6-й маркиз де Харандилья, 7-й маркиз де Фречилья и Вильяррамьель, 9-й граф де Алькаудете, 8-й граф де Бельвис, 9-й граф де Делейтоса. Скончался в возрасте 22-х лет через десять дней после смерти отца. Ему наследовала его сестра:

- Ана Мария Альварес де Толедо Португаль (6 декабря 1707—14 октября 1729), 11-я графиня де Оропеса, 7-я маркиза де Харандилья, 8-я маркиза де Фречилья и Вильяррамьель, 6-я маркиза де Вильяр-де-Граханехос, 10-я графиня де Алькаудете, 9-я графиня де Бельвис, 10-я графиня де Делейтоса.

1. Супруг с 1726 года Андрес Лопес Пачеко и Осорио де Москосо (1710—1746), 10-й герцог де Эскалона, 16-й граф де Кастаньяда, 10-й маркиз де Вильена, 14-й граф де Сан-Эстебан-де-Гормас, 10-й граф де Хикена. Её наследовала их дочь:

- Мария Ана Лопес Пачеко Альварес де Толедо Португаль (22 августа 1729—28 ноября 1768), 12-я графиня де Оропеса, 11-я графиня де Алькаудете, графиня де Монтемайор, 10-я графиня де Бельвис, 10-я графиня де Делейтоса, 8-я маркиза де Фречилья и Вильяррамьель, маркиза де Харандилья, маркиза де Вильяр-де-Граханехос, 11-я маркиза де Вильена, 11-я герцогиня де Эскалона, графиня де Хикена, 13-я графиня де Сан-Эстебан-де-Гормас, 12-я маркиза де Агилар-де-Кампоо, 17-я графиня де Кастаньяда, 8-я маркиза де Элизенда и др. Унаследовала от матери титул графини де Оропеса, а от отца — титул герцога де Эскалона.

1. Супруг — Хуан Пабло Лопес-Пачеко и Москосо Анунья (1716—1751), её дядя по отцовской линии.
2. Супруг — Фелипе Диего де Толедо и де Сильва (? — 1758), второй сын герцога дель Инфантадо.
3. Супруг — Мануэл Пачеко Тельес-Хирон и Толедо, сын 6-го герцога де Уседа. От трех браков не было потомства.

- Франсиско де Паула де Сильва и Альварес де Толедо (1733—1770), 13-й граф де Оропеса, 10-й герцог де Уэскар, герцог де Монторо, граф-герцог де Оливарес, Маркиз де Кория, маркиз дель Карпио, маркиз де Эльче, маркиз де Тарасона, 9-й маркиз де Фречилья и Вильяррамьель, 12-й граф де Алькаудете, граф де Лерин, 11-й граф де Гальве, граф де Моренте, граф де Фуэнтес.

1. Супруга — Мариана де Базан Сильва и Сармьенто, дочь Педро де Сильва и Базан, 9-го маркиза де Санта-Крус-де-Мудела и Марии де Портасели Сармьенто и Суньиги, 5-й графини де Пье-де-Конча. Ему наследовал их сын:

- Мария Тереза де Сильва Альварес де Толедо (10 июня 1762 — 23 июля 1802), 14-я графиня де Оропеса, 13-я герцогиня де Альба-де-Тормес, 6-я герцогиня де Монторо, 8-я графиня-герцогиня де Оливарес, 15-я герцогиня де Уэскар, 14-я герцогиня де Галистео, маркиза дель Карпио, 11-я графиня де Монтеррей, графиня де Лерин, 14-я графиня де Наварра, 13-я маркиза де Кория, 9-я маркиза де Эльче, 12-я маркиза де Вильянуэва-дель-Рио, 6-я маркиза де Тарасона, маркиза де Фречилья и Вильяррамьель, маркиза де Харандилья, 9-я маркиза дель Вильяр-де-Граханехос, 12-я графиня де Гальве, 14-я графиня де Осорно, 11-я графиня де Айяла, 9-я графиня де Фуэнтес-де-Вальдеперо, 13-я графиня де Алькаудете, графиня де Делейтоса.

1. Супруг Хосе Альварес де Толедо и Гонзага, 15-й герцог де Медина-Сидония, 11-й герцог де Монтальто, герцог де Бивона, герцог де Фернандина. Их брак был бездетным. Ей наследовал:

- Диего Антонио Фернандес де Веласко Лопес Пачеко и Тельес-Хирон (8 ноября 1754 — 11 февраля 1811), 15-й граф де Оропеса, 8-й герцог де Уседа, 13-й герцог де Фриас, 13-й герцог де Эскалона, 5-й маркиз де Менас-Альбас, 10-й маркиз де Фромиста, 8-й маркиз де Бельмонте, 8-й маркиз де Карасена, 13-й маркиз де Берланга, 7-й маркиз де Тораль, 6-й маркиз де Сильруэло, 10-й маркиз де Харандилья, 13-я маркиз де Вильена, 8-й граф де Пинто, 7-й маркиз дель Фресно, 11-й маркиз де Фречилья и Вильяррамьель, 10-й маркиз дель Вильяр-де-Граханехос, 15-й граф де Аро, 17-й граф де Кастильново, 18-й граф де Альба-де-Листе, 7-й граф де ла Пуэбла де Монтальбан, 10-й граф де Пеньяранда де Бракамонте, 18-й граф де Луна, 16-й граф де Фуэнсалида, 9-й граф де Кольменар, 14-й граф де Алькаудете, 14-й граф де Делейтоса, граф де Салазар-де-Веласко.

1. Супруга — Франсиска де Паула де Бенавидес и Фернандес де Кордоба, дочь Антонио де Бенавидеса и де ла Куэвы, 2-го герцога де Сантистебан-дель-Пуэрто. Ему наследовал их сын:

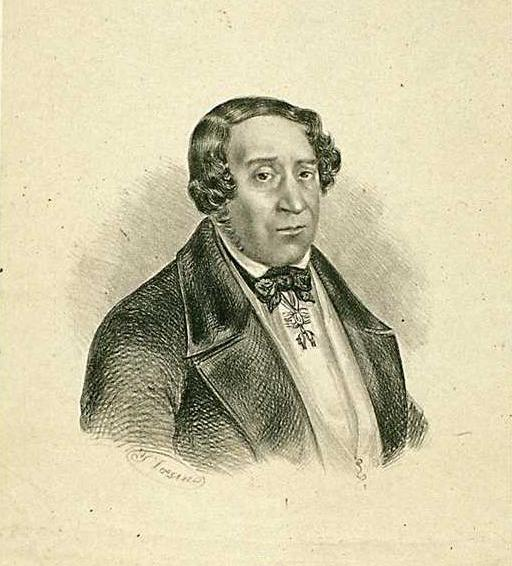
Бернардино Фернандес де Веласко Пачеко и Тельес-Хирон, 16-й граф де Оропеса (1783—1851)

- Бернардино Фернандес де Веласко Пачеко и Тельес-Хирон (20 июля 1783 — 28 мая 1851), 16-й граф де Оропеса, 9-й герцог де Уседа, 14-й герцог де Фриас, 14-й герцог де Эскалона, 6-й маркиз де Менас-Альбас, 9-й маркиз де Бельмонте, 11-й маркиз де Фромиста, 9-й маркиз де Карасена, 14-й маркиз де Берланга, 8-й маркиз дель Тораль, 7-й маркиз де Сильруэло, 14-й маркиз де Вильена, 9-й граф де Пинто, 8-й маркиз дель Фресно, 14-й маркиз де Харандилья, 12-й маркиз де Фречилья и Вильяррамьель, 11-й маркиз дель Граханехос, 16-й граф де Аро, 18-й граф де Кастильново, граф де Салазар-де-Веласко, 19-й граф де Альба-де-Листе, 8-й граф де ла Пуэбла де Монтальбан, 11-й граф де Пеньярада де Бракамонте, граф де Луна, 17-й граф де Фуэнсалида, 10-й граф де Кольменар, 15-й граф де Алькаудете, 19-й граф де Делейтоса, граф де Вильяфлор.

1. Супруга — Мария Ана Тереса де Сильва Базан и Вальдштейн, дочь Хосе Хоакина де Сильва Базан и Сармьенто, 9-го маркиза де Санта-Крус-де-Мудела, 10-го маркиза де Висо, маркиза де Байона, 6-го маркиза де Арсикольяра, графа де Монтауто и графа де Пье-де-Конча. Первый брак бездетный.
2. Супруга — Мария де ла Пьедад Рока де Тогорес и Валькарсель, дочь Хуана Непомуцена Рока де Тогореса и Скрокии, 1-го графа де Пиноэрмосо, 13-го барона де Риудомса.
3. Супруга — Ана Хаспе и Масиас. (брак был неравным). Ему наследовал сын от второго брака:

- Хосе Мария Бернардино Фернандес де Веласко Тельес-Хирон и Хаспе (20 августа 1836 — 20 мая 1888), 17-й граф де Оропеса, 15-й герцог де Фриас, 18-й граф де Фуэнсалида, 10-й маркиз де Бельмонте, 15-й маркиз де Берланга, 10-й маркиз де Карасена, 13-й маркиз де Фречилья и Вильяррамьель, 8-й маркиз дель Фресно, 12-й маркиз де Фромиста, 15-й маркиз де Харандилья, 9-й маркиз де Тораль, 12-й маркиз дель Вильяр де Граханехос, 17-й граф де Аро, 16-й граф де Алькаудете, 11-й граф де Кольменар, 16-й граф де Делейтоса.

1. Супруга — Виктория Балф и Росер (1837—1871).
2. Супруга — Мария дель Кармен Пиньятелли, принцесса де Пиньятелли, дочь Хуана Пиньятелли и Антентаса, 23-го графа де Фуэнтаса. Второй брак был бездетным. Ему наследовал его второй сын от первого брака:

- Гильермо Мария Фернандес де Веласко и Балф Хаспе (12 декабря 1870 — 1937), 18-й граф де Оропеса, 17-й герцог де Фриас, 19-й граф де Аро.

1. Супруга — Каролина Сфорца-Цезарини. Ему наследовал их сын:

- Хосе Мария де Консепсьон де Веласко и Сфорца-Цезарини (2 июля 1910 — 8 мая 1986), 19-й граф де Оропеса, 18-й герцог де Фриас, 17-й маркиз де Фречилья и Вильяррамьель, 17-й маркиз де Берланга, 11-й маркиз де Тораль, 20-й граф де Аро, 19-й граф де Фуэнсалида, 18-й граф де Алькаудете.

1. Супруга — Мария де Сильва и Аслор де Арагон Карвахаль, дочь Луиса Марии де Сильвы и Карвахаля, 4-го графа де ла Унион, 1-го герцога де Миранда и Марии де ла Консепсьон Аслор де Арагон и Уртадо де Сальдивар, 13-го графини де Синаркас, 21-й виконтессы де Вильянова. Брак был бездетным. Ему наследовала 14-я герцогиня де Уседа.

- Анхела Мария Тельес-Хирон и Дуке де Эстрада (7 февраля 1925 — 29 мая 2015), 20-я графиня де Оропеса, 14-я герцогиня де Уседа, 16-я герцогиня де Осуна, 20-я герцогиня де Медина-де-Риосеко, 17-я графиня-герцогиня де Бенавенте, 16-я герцогиня де Аркос, 19-я герцогиня де Гандия, 19-я герцогиня де Эскалона, 18-я маркиза де Берланга, 14-я маркиза де Бельмонте, 19-я маркиза де Вильена, 12-я маркиза де Хабалькинто, 18-я маркиза де Фречилья и Вильяррамьель, 12-я маркиза де Тораль, 19-я маркиза де Ломбай, 15-я маркиза де Фромиста, 20-я графиня де Уренья, 17-я графиня де Пеньяранда де Бракамонте, 20-я графиня де Фуэнсалида, 15-я графиня де Пинто, 19-я графиня де Алькаудете, 13-я графиня де ла Публа де Монтальбан, графиня де Салазар-де-Веласко.

1. Супруг с 1946 года Педро де Солис Бомонт и Лассо де ла Вега (1916—1959), от брака с которым у неё было двое дочерей.
2. Супруг с 1963 года Хосе Мария Латорре и Монтальво, 6-й маркиз де Монтемусо и 7-й маркиз де Алькантара дель Куэрво (1923—1991), от брака с которым также было двое дочерей.

Ей наследовала её старшая дочь от первого брака:
- Анхела Мария де Солис-Бомонт и Тельес-Хирон (род. 21 ноября 1950), 21-я графиня де Оропеса, 17-я герцогиня де Осуна и т. д.